# Bella Thorne
 Der er for få eller ingen kildehenvisninger i denne artikel, hvilket er et problem. Du kan hjælpe ved at angive troværdige kilder til de påstande, som fremføres i artiklen.

Annabella Avery Thorne, kendt som Bella Thorne (født 8. oktober 1997 i Pembroke Pines, Florida) er en amerikansk skuespiller, model, danser og sanger. Hun er mest kendt for sin rolle CeCe i Disney Channels Shake It Up.

## Privatliv
Bella bor i Los Angeles, hvor hun har to hunde, tre katte og en skildpadde.
Hendes far døde, da hun var barn. Hun ser meget op til sin mor, som også er hendes rollemodel. Bella har en storebror, Remy Thorne, og to storesøstre, Kaili Thorne og Dani Thorne. De er alle modeller og skuespillere.
Hendes hovedsprog er spansk, og hun lærte først engelsk senere i livet. Hun er ordblind.
Hendes bedste ven er Zendaya Coleman, som også spiller hendes bedste ven Rocky i Shake It Up.

## Karriere
Thornes første reklameoptræden var, da hun var blot 6 måneder gammel. Hun fik sin reelle debut i 2003, hvor hun fik en mindre rolle i "Stuck on you". Hendes første medvirken i en tv-serie var som otteårig, da hun fik gæsterollen som pigen Jess i "Jimmy Kimmel Live!". Hun fik først en større rolle i 2007 i filmen i "Craw Lake".
Udover sin rolle i Disney Channels "Shake It Up!" er hun kendt for sin rolle som Nancy Lukey i en enkel episode af "Magi på Waverly Place" og har udover dette også haft masser af små roller. Hun har været med i flere end 100 reklamefilm og mere end 20 film.   
I 2012 medvirkede hun i Disneys originale film Frenemies, hvor også et udvidet afsnit af serien Shake It Up, der hedder Made in Japan udkom. i 2014 fik hun en rolle i filmen Blended, hvor scenerne har været filmet i både Sydafrika og Atlanta, Georgia.  
Før hun fik rollen som Cece i Shake It Up, havde hun ikke nogen erfaring med at danse, og har før udtalt at hun før showets debut, var meget opsat på at være god nok til at kunne danse med alle de professionelle dansere som også medvirker i Shake It Up. Hun havde tre dansetimer hver dag mellem pilotafsnittet og til at de startede med at filme de resterende episoder af "Shake It Up". Udover at danse, har Bella også udgivet singlerne TTYLXOX og Blow The System i henholdsvis 2012 og 2013. Der har været mange spekulationer omkring hvorvidt et nyt album er på vej, og i 2017 blev det bekræftet at Bella ville udgive hendes første plade, hvis titel endnu ikke er offentliggjort. 
Hun har også skrevet en bog ved navn Autumn Falls som udkom i efteråret 2014, hvor hun også medvirkede i Katie Alenders bog-trailer til bogen As dead as it gets.
Hun har en rolle i filmen Blended. Hun har også lavet aftaler om at være med i andre film, blandt andet CoExistence, som er historien om Romeo og Julie, hvor hun spiller Juliet. Derudover skal hun spille hovedrollen som pigen Jamie i filmen Home Invasion.

## Filmografi
| - Stuck on You (2003) - Finishing the Game (2007) - Blind Ambition (2007) - The Seer (2007) - Craw Lake (2007) - Water Pills (2009) - Forget Me Not (2009) - One Wish (2010) - Rasberry Magic (2010) - Frenemies (2012) - Shake It Up: "Made In Japan (2012) - Sides & Rides - Kortfilm (2013) - Blended (2014) - Mostly Ghostly 2: Have You Met My Ghoulfriend (2014) - Alexander and the Terrible, Horrible, No Good, Very Bad Day (2014) - The Duff (2015) - Big Sky (2015) - Amityville: The Awakening (2016) - Home Invasion (2016) - Entourage (2006) - The O.C. (2007) - Dirty Sexy Money (2007-2008) - October Road (2008) - My Own Worst Enemy (2008) - In The Motherhood (2009) - Mental (2009) - Little Monk (2009) - Big Love (2010) - Magi På Waverly Place (2010) - Shake It Up (2010-2013) - Held og Lykke, Charlie! (2011) - PrankStars (2011) - Red Band Society | - Watch Me (2011) – Med Zendaya - Bubblegum Boy (2011) – Med Pia Mia - TTYLXOX (2012) - Somthing to dance for/TTYLXOX (Mash Up)-Med Zendaya - Can't Stay Away (2012) – Med IM5 band - Fashion Is My Kryptonite (2012) – Med Zendaya - Made In Japan (2012) - Med Zendaya - Same Heart (2012) - Med Zendaya - Rockin' Around the Christmas Tree (2012) - Contagious Love med Zendaya (2013) - This Is My Dance Floor (2013) Med Zendaya - Blow The System (2013) - Call it Whatever (2014) - Watch Me (2011) – Med Zendaya - Something to Dance For/TTYLXOX (Mash-Up) (2012) – Med Zendaya - Fashion Is My Kryptonite (2012) – Med Zendaya - Can't Stay Away (2013) - Med IM5 band - Contagious Love (2013) - Med Zendaya - Call It Whatever (2014) - Shake It Up: Break It Down (2011) - Shake It Up: Live 2 Dance (2012) - Shake It Up: Made In Japan EP (2012) - Disney Channel Holiday Playlist (2012) - Make Your Mark: Ultimate Playlist (2012) - Shake It Up: I Heart Dance (2013) - Jersey EP - (2014) |